# 金沢調理師専門学校
金沢調理師専門学校（かなざわちょうりしせんもんがっこう）は、かつて石川県金沢市にあった私立の専門学校。
設置者は学校法人徳野学園が設置・運営していた。生徒数の減少により2021年（令和3年）3月末に閉校した。

## 所在地
- 石川県金沢市三社町11-21

## 沿革
- 1971年（昭和46年）4月1日 - 開校。
- 1987年（昭和62年）3月1日 - 三社町に校舎を新築移転。
- 1997年（平成9年）4月1日 - 2年制の調理師専門課程・調理師専攻科を開設。
- 2020年（令和2年）4月1日 - 学生募集停止。
- 2021年（令和3年）3月31日 - 閉校。

## 閉校
- 最終年度である2020年度の学生数は　（1年生3人、2年生1人）の計4名であった。